# Alsino y el cóndor
Alsino y el cóndor (del inglés: Alsino and the Condor) es una película filmada en Nicaragua en 1982 con guion y dirección del cineasta chileno Miguel Littín. Fue una coproducción entre Nicaragua, México, Cuba y Costa Rica. La película es una adaptación libre de la novela Alsino del escritor chileno Pedro Prado en el contexto de la Revolución Sandinista.
En 1983 fue nominada como mejor película extranjera por Nicaragua para los Premios Óscar de 1982, siendo la única en la historia de dicho país. Es considerada su mejor película según Internet Movie Database.

## Argumento
Alsino, un niño de 10 o 12 años, vive con su abuela en una zona remota de Nicaragua. Tratando de ser un niño como cualquier otro, trepa a los árboles con una amiga y su sueño es volar, saltando varias veces desde la punta de un árbol enorme creyendo que «Ámsterdam» es la palabra mágica que lo hará volar.
El país centroamericano está envuelto en las postrimerías de un conflicto civil, cuya guerra entre rebeldes del Frente Sandinista de Liberación Nacional y las tropas gubernamentales explotará de un momento a otro. Un asesor militar estadounidense, que llega a la comunidad para abrir un campo de preparación, buscando ejecutar acciones de prevención para evitar ataques directos en la "zonas rojas", conoce a Alsino, quien había sido llevado hasta él por guardias tras intentar huir de un batallón que patrullaba el lugar. Este lo invita a subir a su helicóptero El Cóndor y lo lleva en un vuelo con él, Alsino aunque impresionado dice «Yo quiero volar pero sin ayuda».
En uno de esos intentos por volar, Alsino salta del gran árbol y cae bruscamente al suelo; con el golpe se disloca el hombro y cuello, que le ocasionan una joroba. Mientras se cura, escucha "ruidos" en su interior que presagian la destrucción en su casa. Por pedido de su abuela, baja al poblado cercano para vender una silla de montar heredada de su abuelo desaparecido, probablemente miembro de la marina neerlandesa en 1942. Allí toma su primera copa de ron y lo llevan a un burdel donde solamente conversa con la chica, todo esto en tiempo de guerra.
Alsino es testigo de las crueldades que las fuerzas militares infligen a los sospechosos de ser insurgentes y en una de esas incursiones conoce a varios personajes que le despiertan un anhelo de libertad, mismos que le genera simpatía hacia los rebeldes sandinistas. Cuando estos lo encuentran escondido en la montaña, el líder del grupo le ofrece acompañarlo y protegerlo en el camino.
Tras conocer la noticia de la muerte de su abuela, y luego del fracaso de la "Operación Cóndor", cuyo helicóptero es bayonetado y derribado, Alsino decide enrolarse en las filas guerrilleras donde se involucra totalmente en el conflicto.

## Reparto
- Frank: Dean Stockwell
- Alsino: Alan Esquivel
- Lucía: Marta Lorena Pérez
- Rosaria: Delia Casanova
- Don Nazario, el pajarero: Reynaldo Miravalles
- Abuela de Alsino: Carmen Bunster
- Abuelo de Lucía: Marcelo Gaete
- El Mayor: Alejandro Parodi
- Asesor holandés: Jan Kees De Roy

## Hitos
Esta película marcó la reaparición del actor Dean Stockwell. Durante la producción, falleció el director de fotografía Jorge Herrera debido a una hemorragia cerebral.[cita requerida]

### Reconocimientos

#### Premios
- San Jorge de Oro. Festival Internacional de Cine de Moscú XIII edición, 1983.[4]

#### Nominaciones
- Nominada como Mejor Película Extranjera. Nominados Óscar a la mejor película extranjera, 1982.